# Diplectrona extrema
Diplectrona extrema är en nattsländeart som först beskrevs av Banks 1920.  Diplectrona extrema ingår i släktet Diplectrona och familjen ryssjenattsländor. Inga underarter finns listade i Catalogue of Life.